# Правителство на Димитър Попов
Правителството на Димитър Попов е правителство на Република България, назначено с Указ № 168 от 22 декември 1990 г.. Управлява страната до 8 ноември 1991 г., след което е наследено от правителството на Филип Димитров.

## Политика
Програмното правителство на Димитър Попов е съставено в резултат на преговори между парламентарно представените сили в Народното събрание с първоначален срок половин година. Двете му основни задачи са да стартира монетарната част от икономическата реформа, като освободи цените на стоките и да подготви и проведе следващите местни и парламентарни избори.
Правителството започва работа в условията на „Лукановата зима“, когато след мораториума върху плащанията по външния дълг България е банкрутирала. Икономическата криза става явна, магазините са опразнени, липсват хранителни стоки. Търговията със Запада е невъзможна, защото банковите разплащания не функционират. България страда и от икономическото ембарго, наложено от ООН на Ирак поради войната в Персийския залив, защото очаква Ирак да изплати дълга си към нея. Освен всичко, от 1 януари 1991 СИВ отменя преводната рубла и съветските доставки на петрол и газ трябва да се плащат с твърда валута, каквато няма. Така доставките на петрол и газ почти пресъхват и през късната зима на 1991 г. икономиката е парализирана.
Провеждането на икономическа реформа се ползва с широка подкрепа от страна на политическите сили и синдикатите. На 1 февруари 1991 г. са освободени от държавно администриране цените на всички стоки и услуги с изключение на 14 основни хранителни стоки, както и цените на някои стоки и услуги с универсално икономическо приложение – горивата, електро- и топлоенергия, телефонни, телеграфни и пощенски услуги. Телеграфни агенции и известни западни коментатори приветстват България за направения избор на шокова терапия. Името на Лешек Балцерович е най-цитираното име в българския печат. България става малката Полша, а Джефри Сакс заменя „износа на революция“ с „износ на терапия“. Този период остава в паметта на хората с фразата на Димитър Попов „За Бога, братя, не купувайте!“.
Същия месец правителството либерализира условията за сделки с чуждестранна валута, като позволява на физически лица да я притежават и да откриват валутни депозити, като възприема режим на плаващ валутен курс на лева спрямо основните конвертируеми валути. То упълномощава БНБ да наблюдава и регулира валутния пазар, като всекидневно котира централен валутен курс на лева към основните чуждестранни валути. Така първата задача е изпълнена и икономиката се стабилизира за шест седмици.
Изпълнението на втората задача е забавено от ВНС и по този начин правителството просъществува цяла година. Според Желев то е най-успешното правителство на прехода, защото се ползва с широка подкрепа, то е едновременно програмно, експертно и на националното съгласие, но решаващият фактор в него е доминацията на представители на демократичната опозиция, които определят реформаторския му облик.

## Съставяне
Кабинетът, оглавен от Димитър Попов, е съставен от граждански експерти и представители на БСП, СДС и БЗНС. Разпределението на министрите е на квотен принцип 7:6:3:2.

### Кабинет
Сформира се от следните 18 министри и 1 председател:
| министерство                                  | име | име                 | партия     |
| --------------------------------------------- | --- | ------------------- | ---------- |
| министър-председател                          |     | Димитър Попов       | безпартиен |
| заместник министър-председател,               |     | Александър Томов    | БСП        |
| заместник министър-председател, външни работи |     | Виктор Вълков       | БЗНС       |
| заместник министър-председател,               |     | Димитър Луджев      | СДС        |
| финанси                                       |     | Иван Костов         | СДС        |
| строителство, архитектура и благоустройство   |     | Любомир Пеловски    | БСП        |
| индустрия, търговия и услуги                  |     | Иван Пушкаров       | СДС        |
| външноикономически връзки                     |     | Атанас Папаризов    | БСП        |
| транспорт3                                    |     | Веселин Павлов      | БСП        |
| правосъдие                                    |     | Пенчо Пенев         | БСП        |
| отбрана1                                      |     | Йордан Мутафчиев    | безпартиен |
| вътрешни работи                               |     | Христо Данов        | безпартиен |
| земеделие и хранителна промишленост           |     | Борис Спиров        | БЗНС       |
| околна среда                                  |     | Димитър Воденичаров | безпартиен |
| труд и социални грижи2                        |     | Емилия Масларова    | БСП        |
| здравеопазване                                |     | Иван Черноземски    | безпартиен |
| народна просвета                              |     | Матей Матеев        | БСП        |
| култура                                       |     | Димо Димов          | безпартиен |
| наука и висше образование                     |     | Георги Фотев        | безпартиен |

- С Решение на XXXVI обикновено народно събрание от 20 декември 1990 г. са извършени следните персонални промени:
  - 1: – Министерството на народната отбрана се преобразува в Министерство на отбраната;
  - 2: – Министерството на заетостта и социалните грижи се преименува в Министерство на труда и социалните грижи;
  - 3: – Министерството на транспорта и съобщенията се преименува в Министерство на транспорта.

### Промени в кабинета

#### от 23 март 1991
- Създадено е Министерство на строителството, архитектурата и благоустройството с Указ № 106 от 23 март 1991 г.

| министерство                                | име | име                     | партия |
| ------------------------------------------- | --- | ----------------------- | ------ |
| строителство, архитектура и благоустройство |     | Любомир Пеловски (и.д.) | БСП    |